# Kulerzów
Kulerzów est une localité polonaise de la gmina de Mogilany, située dans le powiat de Cracovie en voïvodie de Petite-Pologne.